# Contea di Morrison
La contea di Morrison in inglese Morrison County è una contea dello Stato del Minnesota, negli Stati Uniti. La popolazione al censimento del 2000 era di 31 712 abitanti. Il capoluogo di contea è Little Falls.

## Geografia

### Contee confinanti
- Cass County - north
- Crow Wing County - northeast
- Mille Lacs County - east
- Benton County - southeast
- Stearns County - south
- Todd County - west

## Località

### Città
- Bowlus
- Buckman
- Elmdale
- Flensburg
- Genola
- Harding
- Hillman
- Lastrup
- Little Falls (county seat)
- Motley (part)
- Pierz
- Randall
- Royalton (part)
- Sobieski
- Swanville (part)
- Upsala

### Unincorporated communities
- Belle Prairie
- Center Valley[1]
- Cushing
- Darling
- Freedhem
- Gregory
- Lincoln
- Little Rock
- Morrill
- North Prairie
- Platte
- Ramey
- Shamineau Park[1]
- Sullivan[1]
- Vawter

### Townships
- Agram Township
- Belle Prairie Township
- Bellevue Township
- Buckman Township
- Buh Township
- Culdrum Township
- Cushing Township
- Darling Township
- Elmdale Township
- Granite Township
- Green Prairie Township
- Hillman Township
- Lakin Township
- Leigh Township
- Little Falls Township
- Morrill Township
- Motley Township
- Mount Morris Township
- Parker Township
- Pierz Township
- Pike Creek Township
- Platte Township
- Pulaski Township
- Rail Prairie Township (now defunct)
- Richardson Township
- Ripley Township
- Rosing Township
- Scandia Valley Township
- Swan River Township
- Swanville Township
- Two Rivers Township